# أحلام عمراني
أحلام عمراني (مواليد 14 أكتوبر 1991 ) هي لاعبة كرة طائرة جزائرية.

## روابط خارجية
- الملف الشخصي في FIVB.org
- http://www.scoresway.com/Janowicz-F-Mayer-ATP-Challenger-Prostejov؟sport=volleyball&page=player&id=10261[وصلة مكسورة]
- http://www.cavb.org/pagescom.php؟option=pagedetail&id=367